# Större vasapapegoja
Större vasapapegoja (Coracopsis vasa) är en fågel i familjen östpapegojor inom ordningen papegojfåglar. Den förekommer vilt på Madagaskar samt Komorerna. 1812 beskrevs arten vetenskapligt, av George Shaw.

## Utseende och läte
Större vasapapegoja är en stor, svart papegoja. Den kan vara svår att skilja från mindre vasapapegoja, men är just större och har större näbb, med rak kant på den bara huden längst in på näbben.
Lätena är mycket ljudliga, med grova skrin och mörka visslingar. Den kan vidare lätt misstas för en rovfågel i flykten, men den helsvarta dräkten är unik.

## Utbredning och systematik
Större vasapapegoja delas in i tre underarter:
- C. v. comorensis – förekommer på Komorerna (Grande Comore, Mohéli och Anjouan)
- C. v. drouhardi – förekommer på västra och södra Madagaskar
- C. v. vasa – förekommer på östra Madagaskar

Vasapapegojorna placerades ofta tidigare i släktet Mascarinus, tillsammans med den utdöda réunionpapegojan. Senare DNA-studier visar dock att réunionpapegojan troligen snarare är en Psittacula-parakit.

## Biotop och levnadssätt
Större vasapapegoja hittas i alla typer av skogsmiljöer, inklusive på savanner. Den ses ofta i flykten, ibland i små, lösa flockar.

## Status och namn
Större vasapapegoja har ett stort utbredningsområde på Madagaskar och på Komorerna. På malagassiska kan fågeln omnämnas under ett antal olika namn: Boeza be, Boloky, Loakiho, Matsiaka, Sihotse be, Sihotsy, Vaza och Vazambe.
Arten tros minska i antal, dock inte tillräckligt kraftigt för att den ska betraktas som hotad. Internationella naturvårdsunionen IUCN listar arten som livskraftig (LC).

## I kulturen
Ett berömt exemplar av större vasapapegoja var Jakob, som höll Alexander von Humboldt sällskap under de sista 30 åren av hans liv; båda två avled 1859. Humboldt fick 1828 överta fågeln efter att den tidigare ägaren, vännen Goethes mecenat hertig Karl August av Sachsen-Weimar, testamenterat den till honom. Den sociala fågeln, som först efter dess död upptäcktes vara en hona, avbröt gärna sin omgivning med utropet »Viel Zucker, viel Kaffee, Herr Seifert!« ("Mycket socker, mycket kaffe, herr Seifert"). Johann Seifert var Humboldts betjänt.
Efter dess död vid cirka 75 års ålder donerade Humboldt fågeln till Museum für Naturkunde, som lät stoppa upp den. Senare har Jakob fungerat som museets maskot.

## Bilder

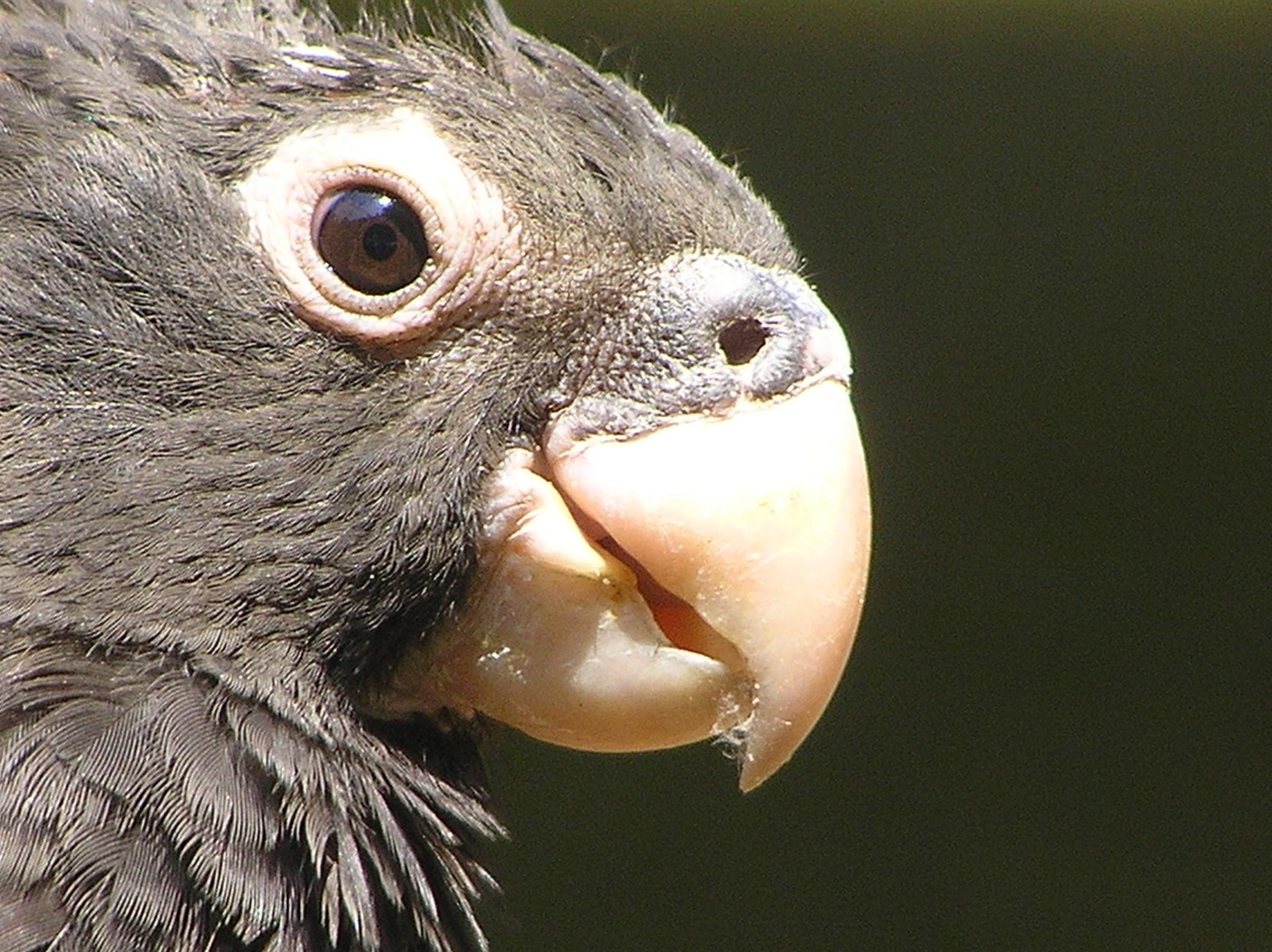
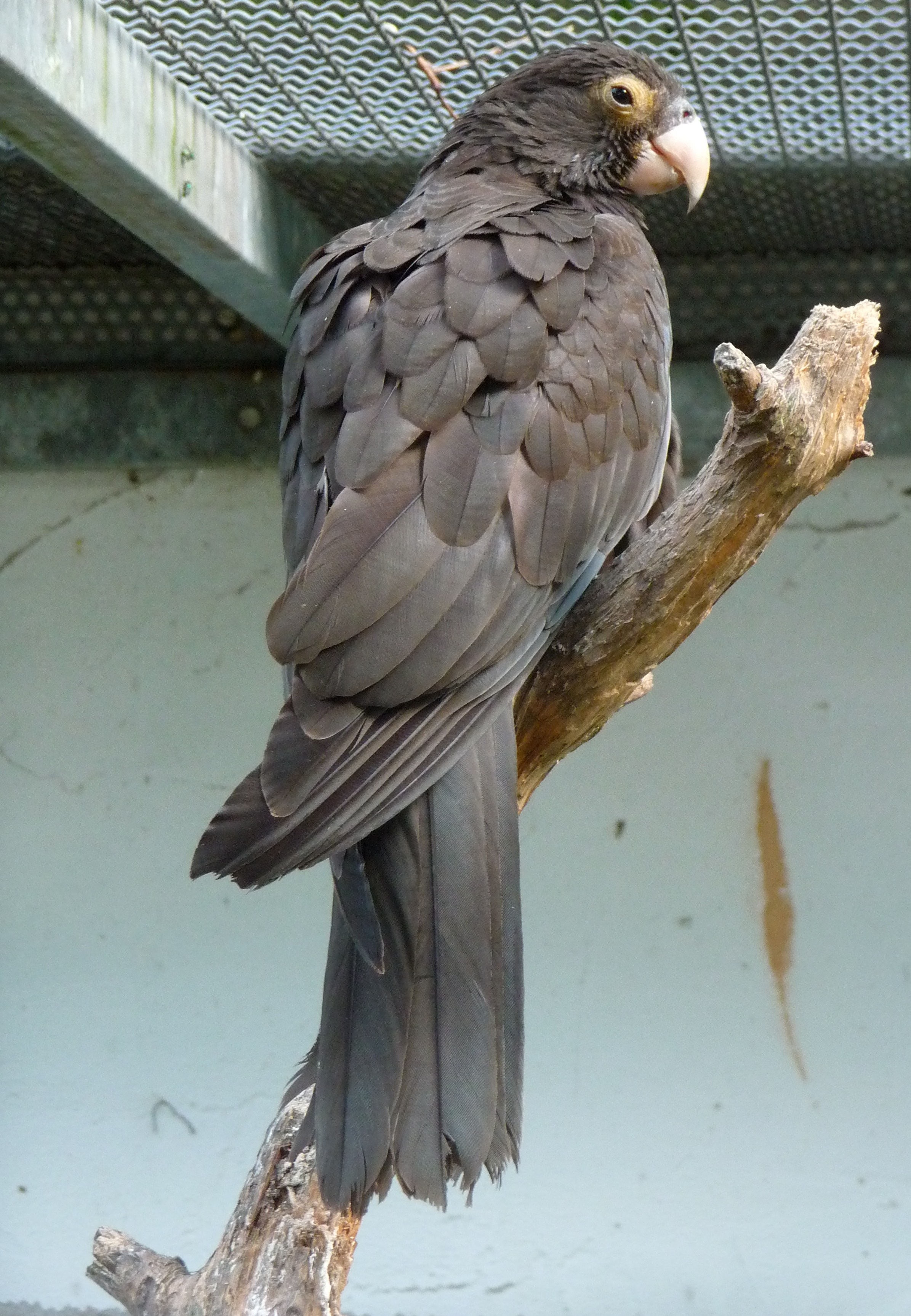
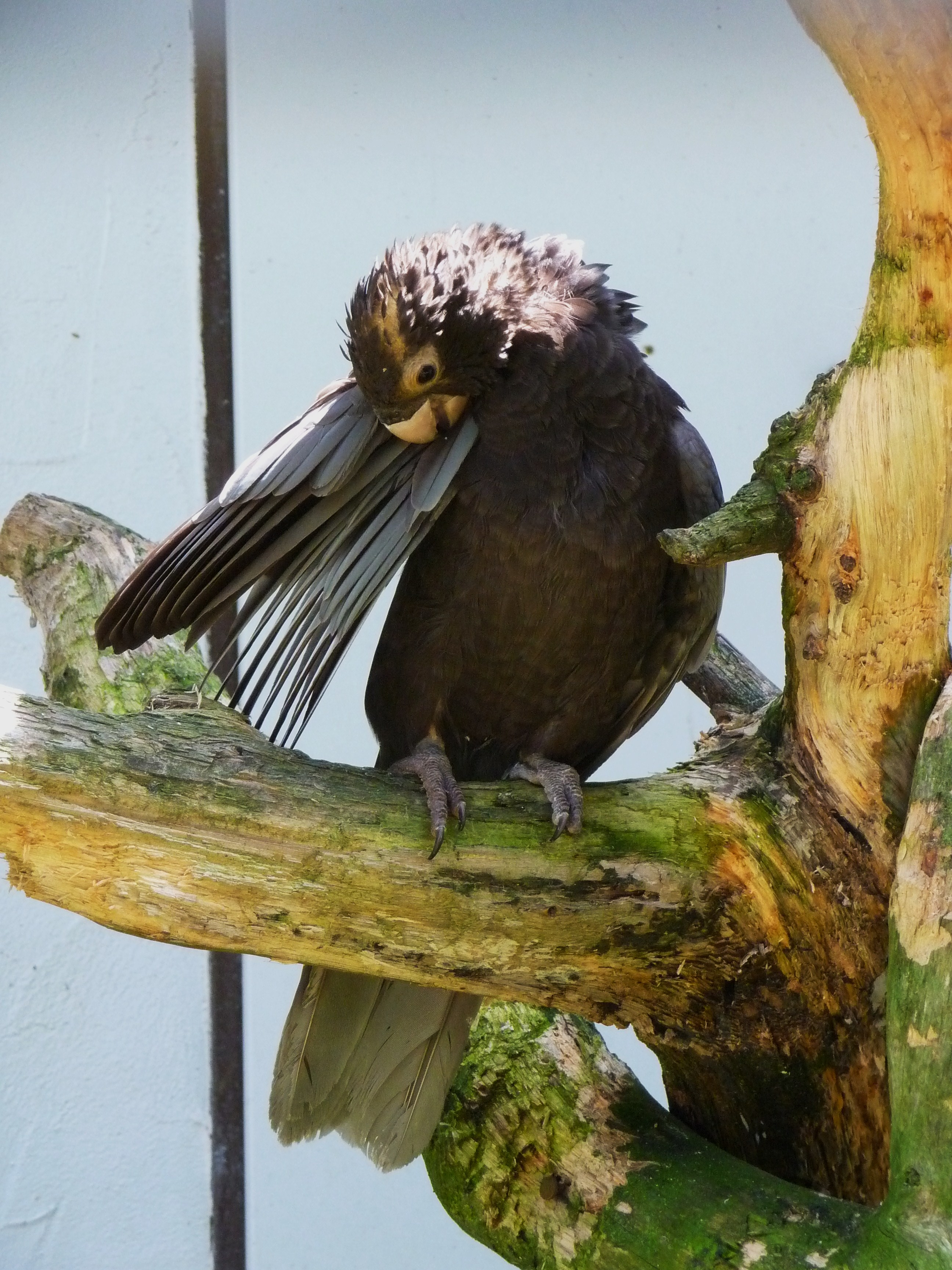
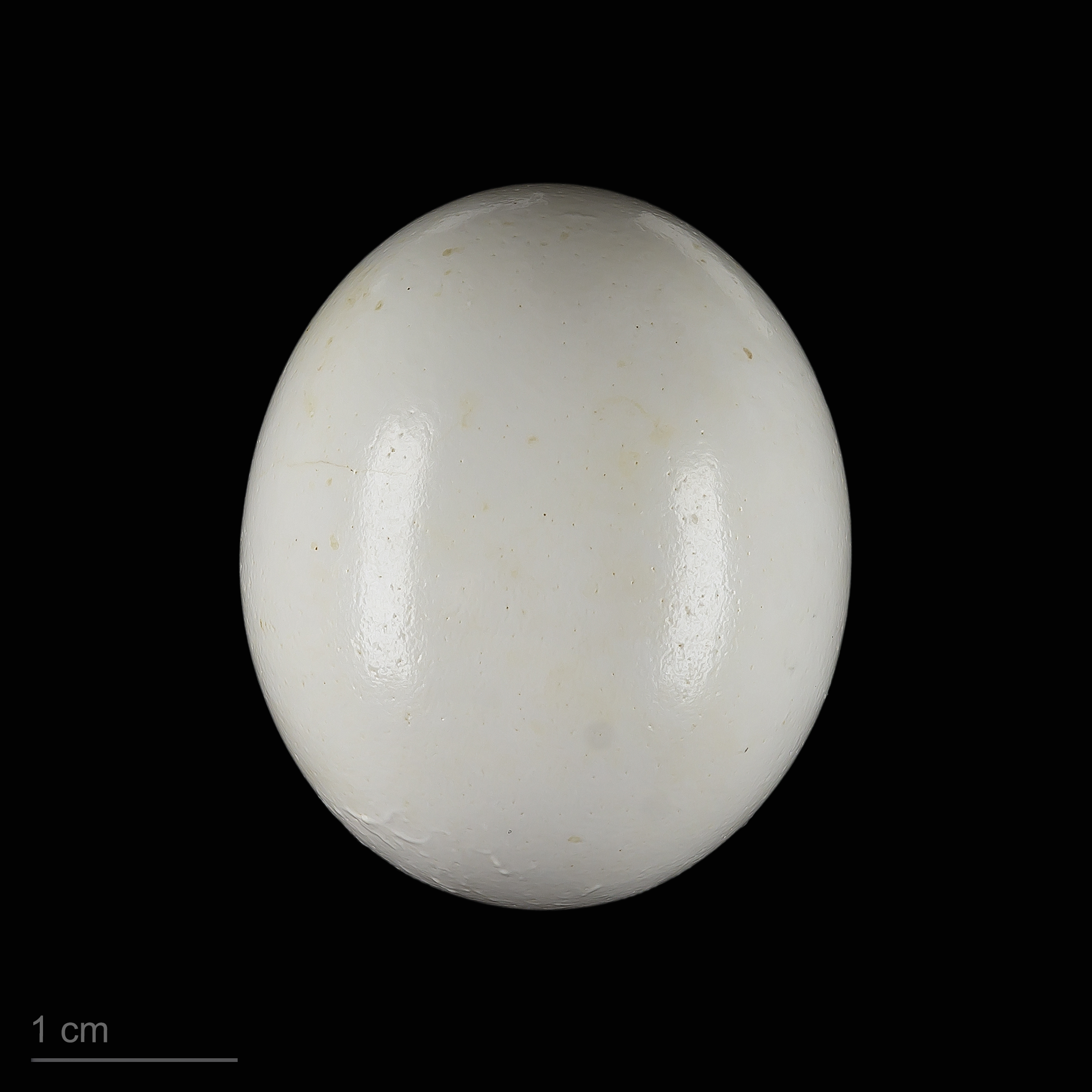
Museum specimen